# Na krasnom fronte
Na krasnom fronte (ryska: На красном фронте, fritt översatt Vid den röda fronten) är en rysk stumfilm från 1920, regisserad av Lev Kulesjov.

## Rollista
- Leonid Obolenskij – soldat i Röda armén
- Aleksandr Reich – polsk spion
- Lev Kulesjov – en invånare vid frontlinjen
- Aleksandra Chochlova – en invånare vid frontlinjen [3]